# Jardin des plantes d'Angers
Le jardin des plantes d'Angers est un jardin botanique ouvert au public, situé dans le quartier Saint-Serge, dans le centre d'Angers.
Situé autrefois au-delà des remparts, sur le faubourg Saint-Samson, le jardin des plantes d'Angers est le premier jardin botanique de la Ville, du début XVIIIe siècle. Il est remanié par Édouard André au début du XXe siècle. 
C'est un espace boisé et fleuri sur un espace de 4 hectares. Il est composé de sentiers, cascades et statues. Les perruches et daims n'existent plus dans le jardin mais il y a des canards et des cygnes.

## Histoire
Avec le développement de la botanique au XVIIIe siècle, un premier jardin est créé à Angers en 1742 par Berthelot du Paty pour l'université de médecine, à proximité du Tertre-Saint-Laurent. En 1777, la société des botanophiles organise un autre emplacement, faubourg Bressigny. La Révellière-Lépeaux en est le président pendant un temps. Le jardin déménage en 1789 vers l'enclos des bassins, acheté aux Bénédictins de Saint-Serge, pour bénéficier d'un espace plus vaste et d'un petit ruisseau qui le traverse et assurer ainsi son irrigation. C'est le botaniste angevin Gabriel Éléonore Merlet de la Boulaye qui lui donne sa destination finale de jardin des plantes de la cité d'Angers en 1791.
Dès 1798, Le jardin des plantes devient un lieu d'étude ; des cours de botanique, gratuits et publics, sont donnés en plein air. Le jardin des plantes devient l'école de botanique d’Angers. Cette école botanique a une vocation scientifique et produit des plantes officinales et médicinales. Elle fournit des plantes médicinales aux malades sur prescription médicale. Les botanistes se succèdent à la direction : Toussaint Bastard, François Richard de Tussac, Auguste-Nicaise Desvaux, Alexandre Boreau, Georges Bouvet, etc.
Au XIXe siècle, le jardin des plantes est agrandi et devient un lieu de promenade. L'école de botanique est transférée vers l'école de médecine (actuelle faculté de pharmacie). L'église Saint-Samson, datant du XIIe siècle, située au cœur du jardin, sert d’orangerie au XIXe siècle. Le jardin des plantes est agrémenté d’une volière et d’une ménagerie.
Entre 1901 et 1905, le jardin des plantes est entièrement réaménagé par le paysagiste Édouard André.
À la fin du XXe siècle, le centre de congrès d'Angers est érigé, à côté du portail de l'entrée principale du jardin des plantes.

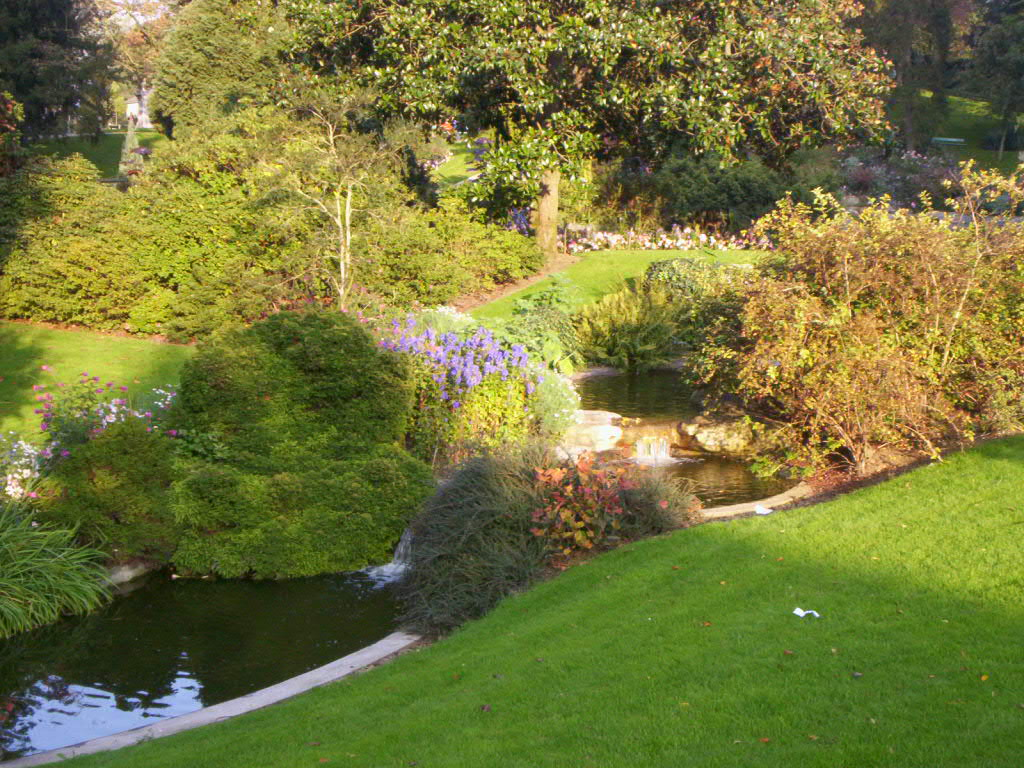
Le ruisseau.
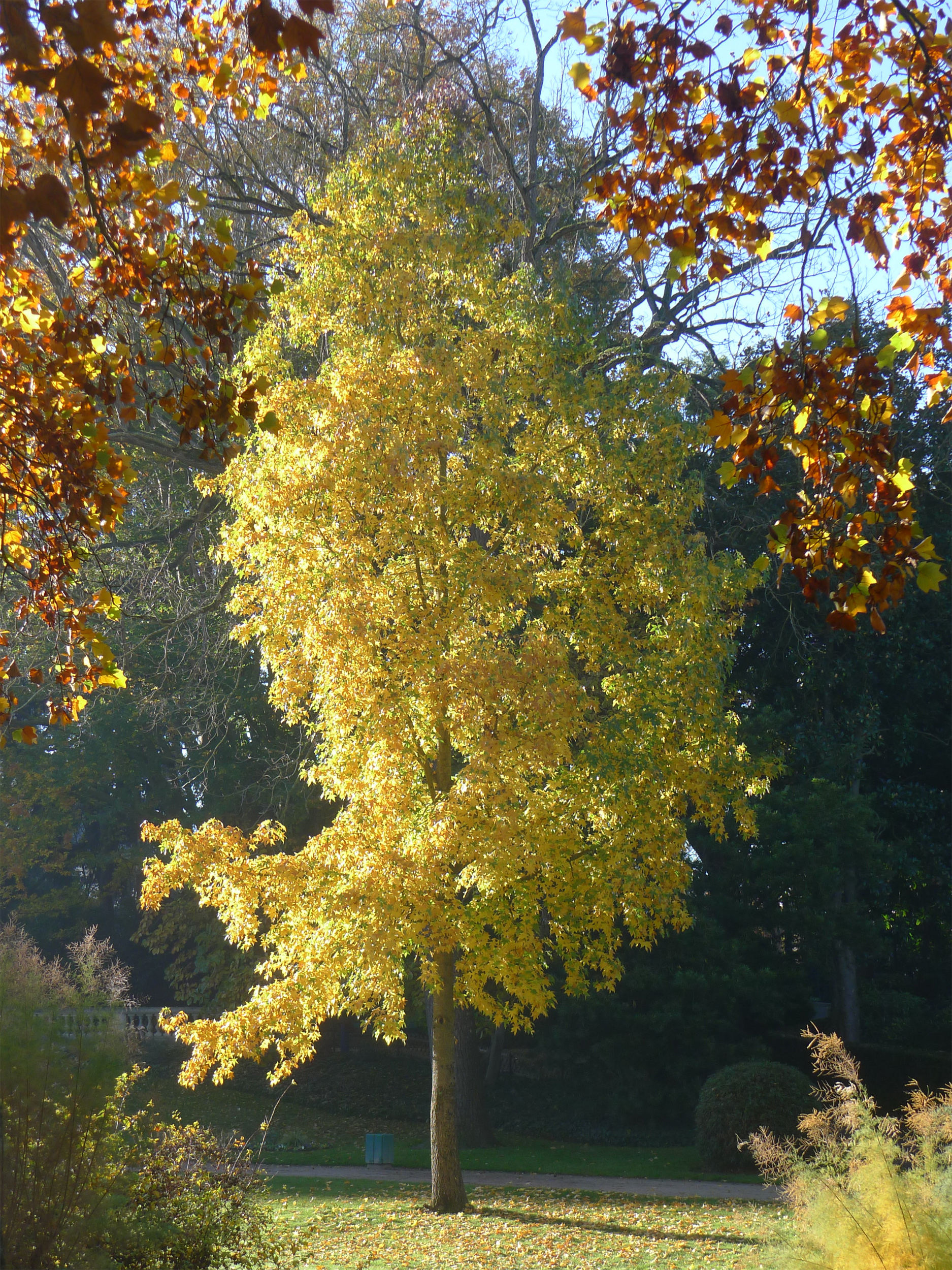
Copalme d'Amérique (Liquidambar styraciflua).
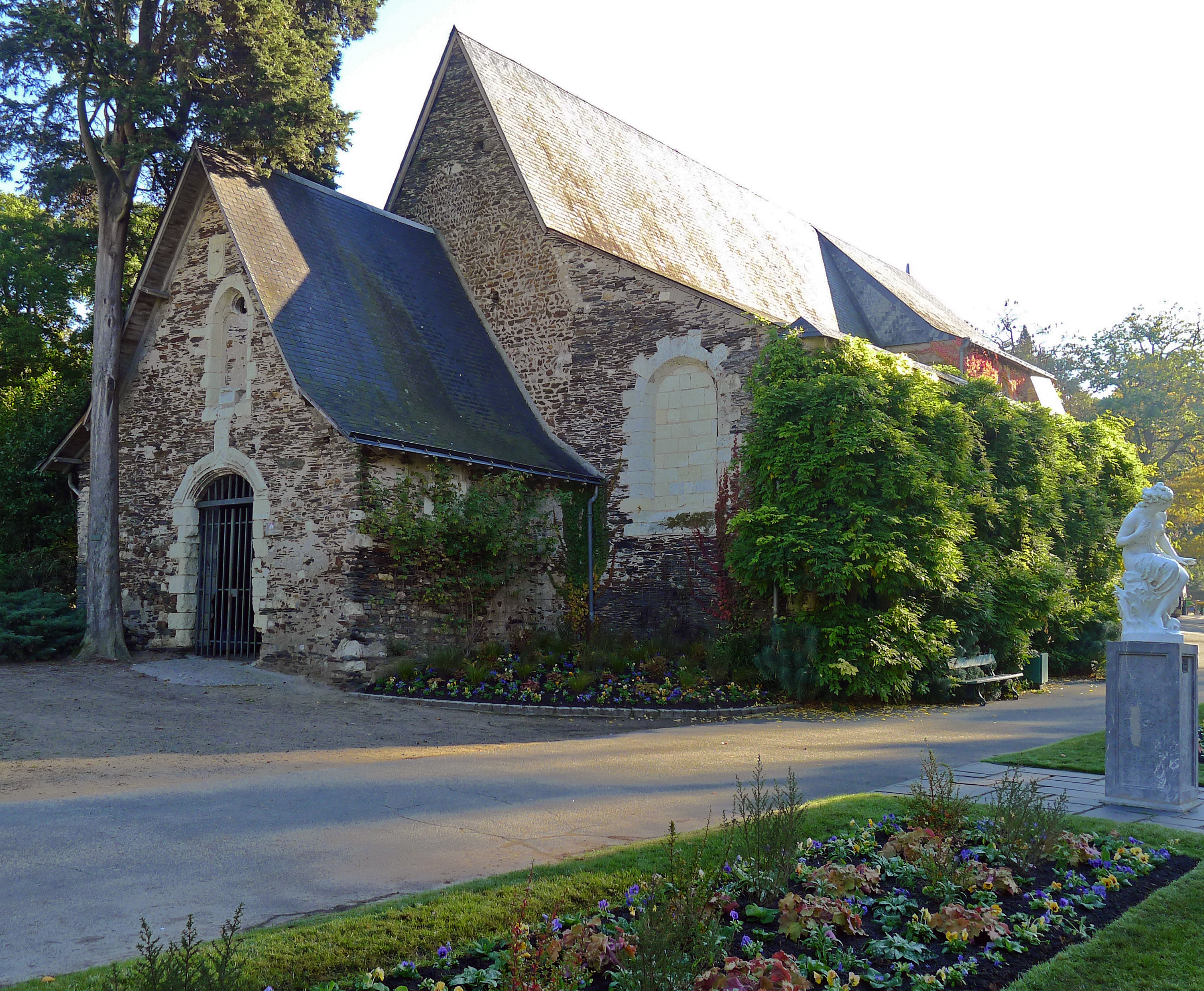
Église Saint-Samson.